# TSV Niederviehbach
Der TSV Niederviehbach 1920 e. V. ist ein deutscher Sportverein aus Niederviehbach im Landkreis Dingolfing-Landau. Derzeit hat der Verein über 1000 Mitglieder in 5 Abteilungen. Bekannt ist der Verein vor allem aufgrund seiner Volleyballabteilung. Die 1. Volleyball-Damenmannschaft spielt derzeit in der Bayernliga Süd. Die Herrenmannschaft war früher in der 2. Volleyball-Bundesliga vertreten. 

## Abteilungen
- Fußball
- Stockschützen
- Tennis
- Turnen
- Volleyball

## Volleyball
Die Volleyballabteilung, wie sie seit mehreren Jahren besteht, ist das große Verdienst von Ursula und Andreas Senior Tafelmayer. In der Saison 2014/15 wurde das Team von Cheftrainer Andreas Mühlbauer gecoacht. Der Kader des TSV Niederviehbach bestand in der Spielzeit 2014/15 aus dreizehn Spielern.
| Nr. | Name                   | Geburtsdatum    | Nation      | Größe  | Position                       |
| --- | ---------------------- | --------------- | ----------- | ------ | ------------------------------ |
| 1   | Valentin Zacherl       | 1991            | Deutschland | 1,82 m | Außenangriff Annahme           |
| 2   | Andreas Tafelmayer     | 1986            | Deutschland | 1,92 m | Mittelblock                    |
| 3   | Florian Tafelmayer     | 3. März 1989    | Deutschland | 1,88 m | Außenangriff Annahme/ Diagonal |
| 4   | Andreas Mühlbauer      | 24. April 1995  | Deutschland | 1,85 m | Libero                         |
| 5   | Alexander Rosenstock   | 1988            | Deutschland | 1,88 m | Außenangriff Annahme           |
| 6   | Sebastian Willert      | 1986            | Deutschland | 1,89 m | Außenangriff Annahme           |
| 7   | Johannes Blattenberger | 1989            | Deutschland | 1,80 m | Universal                      |
| 8   | Alexander Prechtl      | 1994            | Deutschland | 1,92 m | Außenangriff Annahme           |
| 9   | Daniel Kosnar          | 1987            | Deutschland | 1,96 m | Mittelblock                    |
| 11  | Mario Schmucker        | 1987            | Deutschland | 1,96 m | Zuspiel                        |
| 13  | Moritz Zeitler         | 15. August 1994 | Deutschland | 1,91 m | Diagonal                       |
| 14  | Philipp Recean         | 1994            | Deutschland | 1,88 m | Außenangriff Annahme           |
| 15  | Johannes Ullmann       | 24.11.1994      | Deutschland | 1,93 m | Mittelblock                    |